# En el nombre del poder
En el nombre del poder es una novela histórica publicada el 19 de octubre de 2023 bajo el brazo de Ediciones B. Es la tercera novela escrita por el escritor Juanjo Braulio, tras el Silencio del Pantano y Sucios y malvados. 

## Descripción
Narrada desde la perspectiva de uno de los personajes, esta novela, la primera de dos, cuenta el ascenso al poder de la familia Borgia desde poco antes del nombramiento de Rodrigo Borgia como Papa en 1492, hasta 1498 donde su hijo Cesar Borgia renunció al capelo cardenalicio. Durante ese periodo se podrá ver el funcionamiento de la política y cultura de aquella época, y acontecimientos históricos determinantes. Otorgó a los reyes españoles el título de Reyes Católicos y como soberano de los Estados Pontificios, Alejandro VI tuvo de defender su independencia frente a la amenaza francesa e impulsó la Liga de Venecia (1495), una alianza que unió a los soberanos de Milán, Austria, Venecia y España. A cambio del apoyo militar, los Reyes Católicos obtuvieron las Bulas alejandrinas (1493), que reservaban para España las tierras descubiertas en América, resultando favorecidos los españoles por el trazado de una línea de demarcación que desatendía las pretensiones de los portugueses.

## Sinopsis
Miquel de Corella, conocido en toda Italia como don Micheletto, nació como huérfano ilegítimo y finalmente se convertirá en el verdugo de la familia Borgia. Este individuo relata los secretos bajo las órdenes del cardenal Rodrigo Borgia, quien más tarde se convertiría en el Papa Alejandro VI. Posteriormente, Micheletto se convierte en la mano derecha de César Borgia, el hijo de Alejandro VI. La historia se desarrolla en pleno Renacimiento italiano, abordando los eventos y complejidades políticas, culturales y militares de la familia Borgia durante el periodo que abarca desde 1492 hasta 1498.

## Personajes
Entre las personas que aparecen en la novela se incluyen:
- Rodrigo Borgia/Alejandro VI
- Cesar Borgia
- Lucrecia Borgia
- Juan Borgia
- Jofré Borgia
- Micheletto Corella/Miquel
- Giuliano della Rovere